# Aphengoecus clypeatus
Aphengoecus clypeatus is een keversoort uit de familie bladsprietkevers (Scarabaeidae). De wetenschappelijke naam van de soort is voor het eerst geldig gepubliceerd in 1901 door Péringuey.